# Кристиан I (курфюрст Саксонии)
Кристиан I (нем. Christian I.; 29 октября 1560, Дрезден — 25 сентября 1591, Дрезден) — курфюрст саксонский. Наследовал в 1586 году своему отцу Августу, как единственный оставшийся в живых из десяти сыновей.

## Жизнь
Слабый телом и духом, чуждый воззрений сурового лютеранства, он подпал под влияние своего канцлера Николая Креля, который устранил господство ортодоксальной партии, освободил страну от австрийского влияния и искал единения с реформатами, особенно с пфальцграфом Иоанном-Казимиром. Кристиан возобновил в 1587 году наследственный союз с Гессеном и Бранденбургом; принимал участие в поддержке гугенотов и в основании немецкого протестантского союза против католической партии.

## Потомки
25 апреля 1582 года в Дрездене Кристиан женился на Софии Бранденбургской, дочери курфюрста Бранденбурга Иоганна Георга. В браке родились:
- Кристиан II (1583—1611), курфюрст Саксонии, женат на принцессе Гедвиге Датской (1581—1641);
- Иоганн Георг I (1585—1656), курфюрст Саксонии, женат на принцессе Сибилле Елизавете Вюртембергской (1584—1606), затем на принцессе Магдалене Сибилле Прусской (1587—1659);
- Анна Сабина (1586);
- София (1587—1635), замужем за герцогом Францем I Померанским (1577—1620);
- Елизавета (1588—1589);
- Август (1589—1615), женат на принцессе Елизавете Брауншвейг-Вольфенбюттельской (1593—1650);
- Доротея (1591—1617), аббатиса Кведлинбургского монастыря.